# Psilocymbium
Genre
Synonymes
- Gilvonanus Millidge, 1991

Psilocymbium est un genre d'araignées aranéomorphes de la famille des Linyphiidae.

## Distribution
Les espèces de ce genre se rencontrent en Amérique du Sud.

## Liste des espèces
Selon World Spider Catalog (version 16.5, 22/11/2015) :
- Psilocymbium acanthodes Miller, 2007
- Psilocymbium antonina Rodrigues & Ott, 2010
- Psilocymbium defloccatum (Keyserling, 1886)
- Psilocymbium incertum Millidge, 1991
- Psilocymbium lineatum (Millidge, 1991)
- Psilocymbium pilifrons Millidge, 1991
- Psilocymbium tuberosum Millidge, 1991

## Publication originale
- Millidge, 1991 : Further linyphiid spiders (Araneae) from South America. Bulletin of the American Museum of Natural History, no 205, p. 1-199 (texte intégral).